# خانه قدکی
خانه قدکی بنایی مربوط به سال‌های پایانی دوران زندیان و سال‌های آغازین دوران قاجار است که در محلهٔ مقصودیه تبریز جای گرفته است. اسناد تاریخی حکایت از این دارد که این خانه ۲۴۰ سال قدمت دارد و از محدود مکان‌های در تبریز است که زلزله‌های تاریخی این شهر را به سلامت گذارنده است. این اثر در تاریخ ۲۳ فروردین ۱۳۷۶ با شمارهٔ ثبت ۱۸۵۰ به همراه خانه‌های بهنام و گنجه‌ای به‌عنوان یکی از آثار ملی ایران به ثبت رسیده است. اکنون خانه قدکی به دانشگاه هنر و معماری تبریز تلعق دارد و یکی از دانشکده‌های این دانشگاه به‌شمار می‌رود همچنین بازید عمومی از این خانه بلامانع است.